# Marka korporacyjna
Marka korporacyjna – unikalny zespół wizualnych, werbalnych (słownych) i behawioralnych (związanych z zachowaniami) elementów, który może zapewnić organizacji trwałe wyróżnienie i uznanie w szeroko pojętym otoczeniu. Podstawowymi identyfikatorami marki korporacyjnej są: firma, hasła firmowe, symbolika, identyfikatory wizualne (logo, kolory firmowe itp.), identyfikatory muzyczne oraz standardy zachowań.

## Marka korporacyjna a marka firmowa
Niektórzy autorzy proponują wyraźne rozróżnienie na markę firmową (w przypadku pojedynczego podmiotu gospodarczego) oraz markę korporacyjną (w przypadku organizacji składającej się z kilku podmiotów). Można jednak przyjąć, że marka korporacyjna to marka całej organizacji, niezależnie od tego czy składa się ona z jednego podmiotu gospodarczego czy kilku.

## Marka korporacyjna a marka produktowa[2]
| Wymiar                    | Marka produktowa                                                              | Marka korporacyjna |
| Przedmiot, zakres i skala | pojedynczy produkt lub grupa powiązanych produktów                            | cała organizacja (obejmuje „korporację” i jej ofertę) |
| Zarządzanie               | menedżer marki                                                                | dyrektor zarządzający |
| Odpowiedzialność          | dział marketingu                                                              | cała organizacja |
| Grupy odbiorców           | zewnętrzni klienci                                                            | wiele grup wewnętrznych i zewnętrznych interesariuszy |
| Komunikacja (środki)      | komunikacja marketingowa (reklama, PR, sprzedaż osobista, promocja sprzedaży) | całościowa wewnętrzna i zewnętrzna komunikacja korporacji, różne kanały i środki (oferta, kultura, zachowanie zarządu, pracowników, komunikacja nieformalna, nowe media) |
| Horyzont czasowy          | krótki – cykl życia produktu                                                  | długi – cykl życia organizacji |